# Hieracium neopicris
Hieracium neopicris es una especie de planta con flor del género Hieracium, de la familia Asteraceae, orden Asterales.

## Distribución
Hieracium neopicris se distribuye por Francia, España y Andorra.

## Taxonomía
Fue descrita científicamente por Arv.-Touv.